# Technischer Fachberater Feuerwehr
Technischer Fachberater Feuerwehr ist eine qualifizierte Person im Feuerwehrtechnischen Dienst, die der technischen Einsatzleitung beratend zur Seite steht.
Grundlage ist (am Beispiel NRW) die Verordnung über die Laufbahn der ehrenamtlichen Angehörigen der Freiwilligen Feuerwehr.
Der § 3 dieser Verordnung definiert einen Fachberater wie folgt:
Fachberaterinnen oder Fachberater der Freiwilligen Feuerwehr

(1) In die Freiwillige Feuerwehr können Personen mit besonderen Fähigkeiten und Kenntnissen zur Beratung und Unterstützung der Feuerwehr (Fachberaterinnen oder Fachberater) aufgenommen werden. Aufnahme und Dienstpflichten werden von der Leiterin oder dem Leiter der Feuerwehr im Einzelfall festgelegt. Gliederungsnummer 213

(2) Aus der Funktion als Fachberaterin oder Fachberater sind keine Führungs- und Einsatzleitbefugnisse abzuleiten.

(3) Das Innenministerium erlässt bei Bedarf über Absatz 1 hinaus detaillierte Regelungen über „Fachberaterinnen oder Fachberater der Freiwilligen Feuerwehr“.

Die Tätigkeit wird ehrenamtlich ausgeübt.
Fachberater haben in der Regel ein naturwissenschaftliches oder technisches Studium an einer Fachhochschule, Technischen Hochschule oder Universität absolviert und sind meist Chemiker (Einsätze mit chemischen Gefahrstoffen), Molekular- oder Mikrobiologen (Einsätze mit biologischen Gefahrstoffen), Bauingenieure/Architekten, Elektrotechniker oder Mediziner. Sie sind Mitglied der Feuerwehr, aber formal keiner Einheit zugeordnet, können aber neben ihrer Tätigkeit als Fachberater/Fachberaterin Mitglied einer Einheit sein und 'normalen' Dienst ausüben.